# Vierschanzentournee 1986/87
Die 35. Vierschanzentournee 1986/87 war Teil des Skisprung-Weltcups 1986/1987. Sie wurde vom Österreicher Ernst Vettori zum zweiten Mal nach 1985/86 gewonnen, ohne dass er dabei selbst einen Tagessieg erringen konnte.
Das Springen in Oberstdorf fand am 30. Dezember 1986 statt, am 1. Januar 1987 das Springen in Garmisch-Partenkirchen und am 4. Januar 1987 das Springen in Innsbruck. Die Abschlussveranstaltung in Bischofshofen wurde am 6. Januar 1987 durchgeführt.

## Weltcup und Favoriten
Vor der Vierschanzentournee waren bereits fünf Einzelspringen im Weltcup absolviert worden. Die Saison hatte Anfang Dezember 1986 im kanadischen Thunder Bay begonnen.
| 01. | Ernst Vettori | Österreich  | 69 Punkte |
| 02. | Vegard Opaas  | Norwegen    | 64 Punkte |
| 03. | Primož Ulaga  | Jugoslawien | 60 Punkte |
| 04. | Matti Nykänen | Finnland    | 54 Punkte |
| 05. | Jens Weißflog | DDR         | 53 Punkte |

| 06. | Thomas Klauser       | BR Deutschland   | 34 Punkte |
| 07. | Jiří Parma           | Tschechoslowakei | 28 Punkte |
| 07. | Andreas Felder       | Österreich       | 28 Punkte |
| 09. | Miran Tepes          | Jugoslawien      | 27 Punkte |
| 09. | Ole Gunnar Fidjestøl | Norwegen         | 27 Punkte |

Die Weltmeisterschaftssaison 1986/87 sah wie die Vorsaison die üblichen Favoriten nach den ersten Weltcupspringen vorn. Der amtierende Tourneesieger Vettori führte die Weltcupwertung an, mit Opaas und Ulaga lagen auch keine unbekannten Springer auf den weiteren Podestplätzen. Dahinter kamen mit Nykänen und Weißflog die noch amtierenden Olympiasieger, beide waren überdies schon Tourneesieger. Neu war die größere Leistungsdichte des jugoslawische Teams, wo neben dem schon bekannten Primož Ulaga nun auch Athleten wie Miran Tepes, Matjaž Zupan oder Matjaž Debelak in die Weltspitze vorrückten. Darüber hinaus befand sich auch der Tschechoslowake Jiří Parma in guter Frühform. Auch die DSV-Vertretung unter Bundestrainer Ewald Roscher hatte bereits im Vorjahr ihre ansteigende Form unter Beweis gestellt. Nun war mit Thomas Klauser ein DSV-Athlet in der Weltspitze mit dabei, daneben zeigte vor allem auch Andreas Bauer gute Wettkämpfe. Die DDR-Auswahl hatte in Jens Weißflog ihr absolutes Aushängeschild, dessen Form nach einer eher schlechteren Saison wieder ansteigend war. Hinzu kam sein Klubkamerad Ulf Findeisen, der von den erfahrenen Springern aus früheren erfolgreichen Zeiten übrig geblieben war. Zu den beiden Routiniers hatte Auswahltrainer Grellmann mit Lederer und den Tourneeneulingen Grundig, Litschko und Lesser eher eine Art Juniorenauswahl nominiert, die vor allem Erfahrungen sammeln sollte. Wie ernst es dem DSLV mit dem Erreichen einer breiteren Leistungsspitze im Skispringen war, zeigt der Fakt, das erstmals seit Bestehen des Weltcups DDR-Springer an den Auftaktspringen in Übersee teilnahmen, um unter Wettkampfbedingungen springen zu können. In Übersee zeigte auch das Team aus der Schweiz vor allem in Gestalt von Gérard Balanche und Christian Hauswirth, dass die Eidgenossen wieder an die Weltspitze angeschlossen hatten und in der Lage waren, zumindest um Weltcuppunkte mitzuspringen.
Neben den schon genannten Favoriten wartete die Tour aber auch mit einigen Besonderheiten auf. Der Schwede Jan Boklöv gab sein Tourneedebüt. Dies wäre nicht weiter erwähnenswert, wenn der Skandinavier mit seinem neuen, anfangs mit starken Abzügen benoteten Sprungstil, dem Boklöv-Stil, das Skispringen nicht nachhaltig verändert hätte. Aus dem Boklöv-Stil wurde der V-Stil und der damals noch übliche Parallelstil sollte 5 Jahre später weitestgehend der Vergangenheit angehören. Die Schweden hatten mit acht Athleten überdies so viel Springer wie noch nie nominiert. Generell platzte die Tournee 1986/87 aus allen Nähten. Letztlich nahmen 127 Springer aus erstmals 21 Nationen teil, dies war neuer Rekord. Darunter waren erstmals auch der Niederländer Gerrit Konijnenberg und der Brite Michael Edwards dabei. Speziell Edwards machte unter seinem Spitznamen Eddie the Eagle in der Folgezeit von sich reden. Leistungsmäßig stellten beide Springer keine Bereicherung da, aber mit ihrem Mut, dennoch von den großen Schanzen zu springen, eroberten sich beide rasch ein Fanpublikum und stellten einen Farbtupfer dar. Nach einer Pause waren auch wieder Springer aus Bulgarien und der Sowjetunion dabei, während die Rumänen fehlten. Fehlte noch der langsam übliche Aufreger vor der Tournee. Den lieferte erneut Matti Nykänen. Im Vorjahr von der Tournee suspendiert, war der egozentrische Finne nach seinen Leistungen im Weltcup sicher nominiert. Nun wollte er aber die Reisekosten für seine damalige Freundin, ein 19-jähriges Fotomodell, vom finnischen Verband bezahlt haben. Nachvollziehbarerweise weigerte sich der Verband, das Privatvergnügen Nykänens zu finanzieren, so dass andererseits Nykänen seine Tourneeteilnahme infrage stellte. Erst als eine finnische Wochenzeitung die Kosten übernahm, reiste der Tourneemitfavorit erst am Vorabend des Trainings in Oberstdorf an, ohne Sprungski und -schuhe und ohne einen Trainingssprung gemacht zu haben.

## Nominierte Athleten
| Nation                 | Athleten |
| ---------------------- | --- |
| BR Deutschland         | Thomas Klauser, Georg Waldvogel, Peter Rohwein, Andreas Bauer, Wolfgang Steiert, Lorenz Wegscheider, Uli Boll, Thomas Haßlberger, Thomas Dufter, Jürgen Winterhalder, Rolf Schilli, Eckhard Reichertz, Michael Schiele, Josef Heumann, Christian Rimmel, Thomas Ihle, Olaf Vogler                                                       |
| DDR                    | Peter Grundig, Jens Weißflog, Ulf Findeisen, Remo Lederer, Raimund Litschko, Ingo Lesser |
| Österreich             | Andreas Felder, Richard Schallert, Franz Neuländtner, Ernst Vettori, Günther Stranner, Raimund Resch, Harald Rodlauer, Oliver Strohmaier, Adolf Hirner, Paul Erat, Werner Schuster, Christoph Müller, Bernhard Winkler, Werner Haim, Norbert Moertl, Thomas Feuerstein, Rudi Pürstl, Christoph Beck, Wolfgang Margreiter, Franz Wiegele |
| Bulgarien              | Wladimir Brejtschew, Walentin Boschkow |
| Finnland               | Matti Nykänen, Jari Puikkonen, Tuomo Ylipulli, Pekka Suorsa, Ari-Pekka Nikkola, Jukka Kalso |
| Frankreich             | Didier Mollard, Frederic Berger, Franck Rey, Gérard Colin |
| Vereinigtes Königreich | Michael Edwards |
| Italien                | Massimo Rigoni, Sandro Sambugaro, Carlo Pinzani, Ivo Pertile, Virginio Lunardi, Antonio Lacedelli |
| Japan                  | Akira Satō, Chiharu Nishikata, Masaru Nagaoka; Hiroo Shima, Shin’ichi Tanaka, Shōhei Sakaguchi |
| Jugoslawien            | Miran Tepeš, Primož Ulaga, Matjaž Debelak; Rajko Lotrič, Matjaž Zupan, Janez Stirn |
| Kanada                 | Horst Bulau, Ron Rautio, Ron Richards |
| Niederlande            | Gerrit Konijnenberg |
| Norwegen               | Olav Hansson, Hroar Stjernen, Ole Christian Eidhammer, Ole Gunnar Fidjestøl, Vegard Opaas, Stein Gruben, Jon Inge Kjørum, Trond Jøran Pedersen |
| Polen                  | Piotr Fijas, Bogdan Papierz, Jan Kowal |
| Schweden               | Jan Boklöv, Åke Norman, Magnus Åström, Thomas Nordgren, Anders Daun, Per-Inge Tällberg, Staffan Tällberg, Magnus Westman |
| Schweiz                | Christian Hauswirth, Gérard Balanche, Fabrice Piazzini, Thomas Kindlimann, Markus Gähler, Pascal Reymond, Romano Bruno |
| Spanien                | Bernat Solà, Jesus Lobo |
| Sowjetunion            | Alexander Taranow, Andrei Werweikin, Waleri Karetnikow, Sergej Brysgalow, Wadim Sacharow, Andrej Uchanov |
| Tschechoslowakei       | Bohumil Vacek, Jiří Parma, Pavel Ploc, Ladislav Dluhoš, Martin Švagerko, Vladimír Podzimek |
| Ungarn                 | László Fischer, Gábor Gellér, Viktor Palinkas, Mihaly Szalai |
| Vereinigte Staaten     | Rick Mewborn, Zane Palmer, Mark Konopacke, Chris Hastings, Uwe Steinberger |

## Oberstdorf
Wie bereits im Vorjahr begann der Auftakt auf der Oberstdorfer Schattenbergschanze vor 15.000 Zuschauern turbulent. Schon das große Starterfeld von 119 Springern und wechselnde Winde sorgten für einige Favoritenstürze und Überraschungen. Nach dem ersten Durchgang führte der erst kurz vor Weihnachten nominierte Österreicher Rodlauer vor Thomas Klauser und Oliver Strohmaier, ebenfalls aus Österreich. Während Klausers Platzierung für Fachleute keine Überraschung war, waren die Platzierungen der zwei Nobodies aus Österreich eher unerwartet. Andere Spitzenspringer hingegen, allen voran Nykänen und Weißflog wurden durch ihre hohe Startnummern wegen der sich verschlechternden Windbedingungen nach hinten durchgereicht. Pavel Ploc konnte nach dem verpatzten Finaleinzug gar schon alle Hoffnungen auf eine gute Tourneeplatzierung begraben. Im Kampf um den Tagessieg hatte am Ende der Norweger Opaas mit hauchdünnen 0,1 Punkten Vorsprung die Nase vorn. Auf Platz Vier nach dem ersten Durchgang liegend konnte er sich als einer der Wenigen steigern und verwies so Thomas Klauser auf den zweiten Platz. Andreas Felder konnte letztlich für Österreich noch einen Podestplatz erringen, da Rodlauer und Strohmaier im zweiten Durchgang an Boden verloren. Mit Platz Vier bestätigte der Schweizer Balanche den guten Eindruck, den die Eidgenossen bis dahin im Weltcup hinterlassen hatten. Bei der DDR-Mannschaft war es diesmal Ulf Findeisen, der für eine halbwegs versöhnliche Bilanz mit Platz Fünf sorgte. Tourneeneuling Peter Grundig platzierte sich mit Rang 18 auch noch vor Weißflog, der 20. wurde. Vorjahressieger Vettori kam schließlich mit reichlich sieben Punkten Rückstand auf Rang Sieben ein und hatte somit immer noch intakte Chancen für eine Titelverteidigung.
- Datum: 30. Dezember 1986[2]
- Land:  BR Deutschland
- Schanze: Schattenbergschanze

| Pos. | Springer          | Land           | Punkte |
| ---- | ----------------- | -------------- | ------ |
| 1    | Vegard Opaas      | Norwegen       | 195,7  |
| 2    | Thomas Klauser    | BR Deutschland | 195,6  |
| 3    | Andreas Felder    | Österreich     | 191,6  |
| 4    | Gérard Balanche   | Schweiz        | 191,1  |
| 5    | Ulf Findeisen     | DDR            | 189,5  |
| 6    | Matjaž Debelak    | Jugoslawien    | 188,6  |
| 7    | Ernst Vettori     | Österreich     | 188,5  |
| 8    | Oliver Strohmaier | Österreich     | 187,7  |
| 9    | Harald Rodlauer   | Österreich     | 185,8  |
| 10   | Jari Puikkonen    | Finnland       | 184,9  |

## Garmisch-Partenkirchen
- Datum: 1. Januar 1987[3]
- Land:  BR Deutschland
- Schanze: Große Olympiaschanze

Auch das Neujahrsspringen wurde von Wetterunbilden beeinflusst. Starker Regen ließ zum einen die Sprunganzüge vollsaugen, zum anderen machte es die Anlaufspur schnell. Und als der Jugoslawe Debelak mit Startnummer 56 den Schanzenrekord von Jens Weißflog mit einem Sprung von 109 m um einen Meter übertraf, wurde der Wettbewerb abgebrochen und mit verkürztem Anlauf neu begonnen. Das verzögerte den Wettbewerb enorm, denn es waren insgesamt 112 Springer am Start. Zu allem Überfluss wurde Vegard Opaas, Sieger von Oberstdorf, bei seinem ersten Sprung von Schanzenarbeiter Sepp Schwinghammer, der wider Erwarten nach Startfreigabe nochmals an den Schanzentisch zurückkehrte, durch dessen Anwesenheit enorm irritiert und landete bereits bei 87 m. Dies hätte für den zweiten Durchgang nicht gereicht. Nach einer Besprechung aller Trainer wurde Opaas für das Finale zugelassen und stand im zweiten Durchgang mit 105,5 m die höchste Tagesweite. Den Tagessieg sicherte sich erstmals nach 25 Jahren wieder ein DSV-Springer. Aber nicht wie vielleicht erwartet Thomas Klauser, sondern Andreas Bauer war der strahlende Sieger, der damit seit Einführung des Skisprung-Weltcups den ersten Weltcup-Sieg für einen DSV-Springer überhaupt errang. Auf Rang Zwei platzierte sich der Finne Kalso, der sich ebenfalls mit einem 105,5-m-Satz noch stark verbessern konnte. Platz Drei belegte der erneut starke Oberwiesenthaler Ulf Findeisen, während sein Klubkamerad Jens Weißflog auf dem achten Platz einkam, einen Platz vor Matti Nykänen. Stärkste Mannschaft war an diesem Tag allerdings das Team aus Jugoslawien das mit Tepes (4.), Debelak (5.), Stirn (11.) und Ulaga (14.) vier Springer unter den besten 15 Springern platzieren konnte. Mit seinem 6. Platz erreichte darüber hinaus Thomas Klauser erneut eine Topplatzierung und übernahm zusammen mit Ulf Findeisen punktgleich die Gesamtführung der Tournee. Auf Platz 3 lag Matjaz Debelak mit nur reichlich 4 Punkten Rückstand. Aber auch Vettori, Bauer und Opaas hatten Punktrückstande auf die beiden Gesamtführenden, die noch nicht uneinholbar schienen.
| Zwischenstand nach 2 Springen | Zwischenstand nach 2 Springen | Zwischenstand nach 2 Springen |
| Pos.                          | Springer                      | Punkte                        |
| ----------------------------- | ----------------------------- | ----------------------------- |
| 01.                           | Findeisen                     | 390,5                         |
| 01.                           | Klauser                       | 390,5                         |
| 03.                           | Debelak                       | 386,2                         |
| 04.                           | Vettori                       | 382,5                         |
| 05.                           | Bauer                         | 379,3                         |
| 06.                           | Opaas                         | 379,1                         |

| Pos. | Springer       | Land             | Punkte |
| ---- | -------------- | ---------------- | ------ |
| 1    | Andreas Bauer  | BR Deutschland   | 204,4  |
| 2    | Jukka Kalso    | Finnland         | 202,0  |
| 3    | Ulf Findeisen  | DDR              | 201,0  |
| 4    | Miran Tepeš    | Jugoslawien      | 200,0  |
| 5    | Matjaž Debelak | Jugoslawien      | 197,0  |
| 6    | Thomas Klauser | BR Deutschland   | 194,9  |
| 7    | Ernst Vettori  | Österreich       | 194,0  |
| 8    | Jens Weißflog  | DDR              | 189,3  |
| 9    | Matti Nykänen  | Finnland         | 188,2  |
| 10   | Jiří Parma     | Tschechoslowakei | 187,8  |

## Innsbruck
- Datum: 4. Januar 1987[4]
- Land:  Österreich
- Schanze: Bergiselschanze

Wie so oft erlebten die Zuschauer beim Springen am Bergisel einen Wettbewerb, der die Tour nachhaltig beeinflusste. Die erste Überraschung gab es aber bereits vor dem Springen. Der finnische Verband und Auswahltrainer Matti Pulli nahmen Matti Nykänen aus der Tournee und schickten ihn in die Heimat zurück. Der Finne hatte schon vor der Tournee für Aufregung gesorgt und die Sorgen wurden nicht kleiner. Letztlich brachte wohl das Verhalten seiner Frau Tina das Fass zum Überlaufen, die sich im Mannschaftsbus des Teams breitgemacht hatte und so Nykänens Kollegen massiv störte. Beim Wettbewerb selbst gab es nach dem ersten Durchgang für die Gastgeber allen Grund zum Jubeln. Ernst Vettori egalisierte den Schanzenrekord von 112 m und lag in Führung. Dahinter lagen Opaas und Ulaga. Im zweiten Durchgang versagten dem Österreicher allerdings wie so oft die Nerven und er landete bereits bei 102,5 m. Dadurch musste er noch Stjernen und den Tagessieger Ulaga vorbeiziehen lassen. Ulaga markierte mit zwei gleichmäßigen 109,5-m-Sprüngen den ersten jugoslawischen Tagessieg bei der Tournee. Einen starken siebten Rang ersprang sich der Schweizer Balanche, der damit in der Gesamtwertung auf den fünften Platz vorrückte. Da Findeisen (9.) und Klauser (20.) einiges an Punkten verloren, wurde die Gesamtwertung durcheinandergewirbelt. Ohne Tagessieg stand nun plötzlich Vettori vorn, dahinter mit 3,5 Punkten Rückstand Findeisen vor Opaas, der auch nur 2,8 Punkte Rückstand auf den Oberwiesenthaler hatte. Thomas Klauser war auf den vierten Platz zurückgefallen. Selten war die Tournee nach einem Springen am Bergisel noch so offen. Erst in Bischofshofen würde nun der Gesamtsieger gekrönt werden.
| Zwischenstand nach 3 Springen | Zwischenstand nach 3 Springen | Zwischenstand nach 3 Springen |
| Pos.                          | Springer                      | Punkte                        |
| ----------------------------- | ----------------------------- | ----------------------------- |
| 01.                           | Vettori                       | 605,1                         |
| 02.                           | Findeisen                     | 601,6                         |
| 03.                           | Opaas                         | 598,8                         |
| 04.                           | Klauser                       | 591,9                         |
| 05.                           | Balanche                      | 590,2                         |
| 06.                           | Tepes                         | 588,2                         |

| Pos. | Springer        | Land             | Punkte |
| ---- | --------------- | ---------------- | ------ |
| 1    | Primož Ulaga    | Jugoslawien      | 226,4  |
| 2    | Hroar Stjernen  | Norwegen         | 224,1  |
| 3    | Ernst Vettori   | Österreich       | 222,6  |
| 4    | Vegard Opaas    | Norwegen         | 219,7  |
| 5    | Jens Weißflog   | DDR              | 216,8  |
| 6    | Miran Tepeš     | Jugoslawien      | 215,5  |
| 7    | Gérard Balanche | Schweiz          | 214,3  |
| 8    | Jiří Parma      | Tschechoslowakei | 213,5  |
| 9    | Ulf Findeisen   | DDR              | 211,1  |
| 10   | Jan Boklöv      | Schweden         | 209,6  |

## Bischofshofen
- Datum: 6. Januar 1987[6]
- Land:  Österreich
- Schanze: Paul-Außerleitner-Schanze

Beim Training ließen zunächst die Eidgenossen aufhorchen. Christian Hauswirth setzte einen Sprung von 114,5 m, was einen inoffiziellen neuen Schanzenrekord bedeutete. Der Wettbewerb selbst endete mit einem faden Beigeschmack. Der Walliser Bote titelte: Vierschanzen-Tournee endete mit Mißklang. Bei starkem Schneetreiben begann der Wettbewerb und erlebte bereits im ersten Durchgang teilweise irreguläre Bedingungen. Doch die Jury ließ zunächst das große Starterfeld komplett hinunter. Viel Zeit kostete dann eine Fehlerkorrektur. Erst nach 40 Minuten wurde die Weite des Finnen Suorsa von 105,5 auf 100,5 m korrigiert. Nach dem ersten Durchgang führte der Finne Tuomo Yllipulli vor Vettori und Opaas. Auch durch die Zeitverzögerung bedingt, geriet der zweite Durchgang in immer dichteres Schneetreiben. Als die sieben letzten, bestplatzierten, Springer noch oben standen, entschied die Jury in einer 3:1 Entscheidung für den Abbruch des Springens. In der Jury saßen zwei Österreicher, ein Finne und ein Japaner, der die einzige Gegenstimme erhob. So wurde nur der erste Durchgang gewertet, ein Finne wurde Tagessieger und für einen Österreicher reichte es für den Gesamtsieg. Speziell Opaas, der keinen zweiten Sprung mehr setzen konnte, aber auch Findeisen, Klauser sowie dem Schweizer Balanche, der im zweiten Durchgang 106 m weit gesprungen war, wurde so die Möglichkeit genommen, in der Gesamtwertung etwas zu bewegen. Und Vettori blieb ein zweiter Sprung erspart, bei dem ihm oftmals schon die Nerven versagt hatten. So gewann etwas überraschend Yllipulli das letzte Springen der 35. Tournee. Zwar legten die bundesdeutsche, die schweizerische und später noch die norwegische Mannschaftsleitung Protest ein, dieser ergab in der Folge aber keine Veränderung im Endergebnis.
| Pos. | Springer       | Land             | Punkte |
| ---- | -------------- | ---------------- | ------ |
| 1    | Tuomo Ylipulli | Finnland         | 109,7  |
| 2    | Ernst Vettori  | Österreich       | 105,1  |
| 3    | Vegard Opaas   | Norwegen         | 104,5  |
| 4    | Miran Tepeš    | Jugoslawien      | 103,2  |
| 5    | Ulf Findeisen  | DDR              | 100,8  |
| 6    | Jens Weißflog  | DDR              | 98,1   |
| 7    | Hroar Stjernen | Norwegen         | 97,1   |
| 8    | Andreas Bauer  | BR Deutschland   | 96,9   |
| 9    | Primož Ulaga   | Jugoslawien      | 94,9   |
| 10   | Pavel Ploc     | Tschechoslowakei | 93,6   |

## Endstand
Am Dreikönigstag ging eine erneut denkwürdige Tournee zu Ende. Im Gedächtnis blieb der erste bundesdeutsche Sieg seit 25 Jahren in Garmisch und der erste jugoslawische Tagessieg überhaupt bei der Tournee. Das jugoslawische Team war mit drei Springern in den Top Ten die Mannschaft der Stunde und erstmal mit so vielen Springern in die Weltspitze vorgedrungen. Daneben überzeugte seit langer Zeit wieder einmal das DSV-Team, welches mit Thomas Klauser und Andreas Bauer zwei Springer in den Top Ten platzieren konnte und den Kontakt zur Weltspitze hergestellt hatte. Darüber hinaus hatte sich auch das Schweizer Team enorm verbessert und besaß in Gerard Balanche einen Springer, der mit der Weltspitze mithalten konnte. Er war einer der Leidtragenden des Abbruchs von Bischofshofen, mit einer Wertung seines zweiten Sprunges wäre er wahrscheinlich unter die Besten Fünf in der Gesamtwertung gekommen. Hauptprofiteur der Ereignisse in Bischofshofen war Ernst Vettori, der damit seinen zweiten Tourneeerfolg nacheinander feiern konnte. Es bleibt müßig zu spekulieren, wie die Gesamtwertung nach einem regulären Springen in Bischofshofen mit zwei Durchgängen ausgesehen hätte. Angesichts der Form von Opaas und dem oftmaligen Nervenflattern von Vettori im zweiten Durchgang lag ein Gesamtsieg des Norwegers aber durchaus im Bereich des Möglichen. Bei dem turbulenten Tourneeausgang ging der dritte Platz für den Oberwiesenthaler Ulf Findeisen, der damit seine beste Tourneeplatzierung feiern konnte, etwas unter. Sein berühmterer Clubkamerad Jens Weißflog belegte nach dem verkorksten Vorjahr immerhin den 7. Platz in der Gesamtwertung. Verlierer der Tournee war das finnische Team. Zwar stellte es mit Yllipulli durch den Abbruch in Bischofshofen einen Tagessieger, aber die Querelen um Matti Nykänen überschatteten alles andere. Umso erstaunlicher war die alsbaldige Versöhnung mit dem Verband und ein Ergebnis bei den Nordischen Skiweltmeisterschaften, mit dem wohl die Wenigsten gerechnete hätten. Auf der Normalschanze gewann Nykänen Silber und im Teamwettbewerb holte er souverän mit Nikkola, Yllipulli und Suorsa Mannschaftsgold.
| Rang | Name            | Nation         | Gesamt- wertung | Oberst- dorf | Garmisch- Partenk. | Inns- bruck- | Bischofs- hofen |
| ---- | --------------- | -------------- | --------------- | ------------ | ------------------ | ------------ | --------------- |
| 01   | Ernst Vettori   | Österreich     | 710,4           | 188,5 / 07.  | 194,0 / 07.        | 222,6 / 03.  | 105,1 / 02.     |
| 02   | Vegard Opaas    | Norwegen       | 703,3           | 195,7 / 01.  | 183,4 / 15.        | 219,7 / 04.  | 104,5 / 03.     |
| 03   | Ulf Findeisen   | DDR            | 702,4           | 189,5 / 05.  | 201,0 / 03.        | 211,1 / 09.  | 100,8 / 05.     |
| 04   | Miran Tepes     | Jugoslawien    | 691,4           | 173,2 / 23.  | 200,6 / 04.        | 215,0 / 06.  | 103,2 / 04.     |
| 05   | Thomas Klauser  | BR Deutschland | 684,6           | 195,6 / 02.  | 194,9 / 06.        | 201,4 / 20.  | 092,7 / 14.     |
| 06   | Andreas Bauer   | BR Deutschland | 684,4           | 174,9 / 21.  | 204,4 / 01.        | 208,2 / 12.  | 096,9 / 08.     |
| 07   | Jens Weißflog   | DDR            | 681,7           | 177,5 / 20.  | 189,3 / 08.        | 216,8 / 05.  | 098,1 / 06.     |
| 08   | Primož Ulaga    | Jugoslawien    | 676,9           | 171,6 / 25.  | 184,0 / 14.        | 226,4 / 01.  | 094,9 / 09.     |
| 09   | Matjaž Debelak  | Jugoslawien    | 674,2           | 188,6 / 06.  | 197,6 / 05.        | 201,8 / 19.  | 086,2 / 23.     |
| 10   | Gérard Balanche | Schweiz        | 665,9           | 191,6 / 04.  | 184,8 / 13.        | 214,3 / 07.  | 075,7 / 39.     |